# Eiréné trapezunti régensnő
Eiréné (1306 körül – 1382. június 19. után), görögül: Ειρήνη της Τραπεζούντας, grúzul: ირინა, ტრაპიზონის იმპერიის დედოფალი, olaszul: Irene, imperatrice di Trebisonda, törökül: Trabzon imparatoriçesi İrini, latinul: Irene, imperatrix Trapezuntina, császári ágyas és bigámia által a Trapezunti Császárság császárnéja, majd a fia, III. Alexiosz trónra léptével (1349) régensnője és anyacsászárnéja. Dédnagymamaként halt meg. IV. Alexiosz trapezunti császár dédanyja, akinek megérte a születését, Crispo Florencia naxoszi hercegnő szépanyja és I. Katalin ciprusi királynő 6. generációs felmenője, valamint I. Iszmáíl perzsa sah 7. generációs felmenője.

## Élete

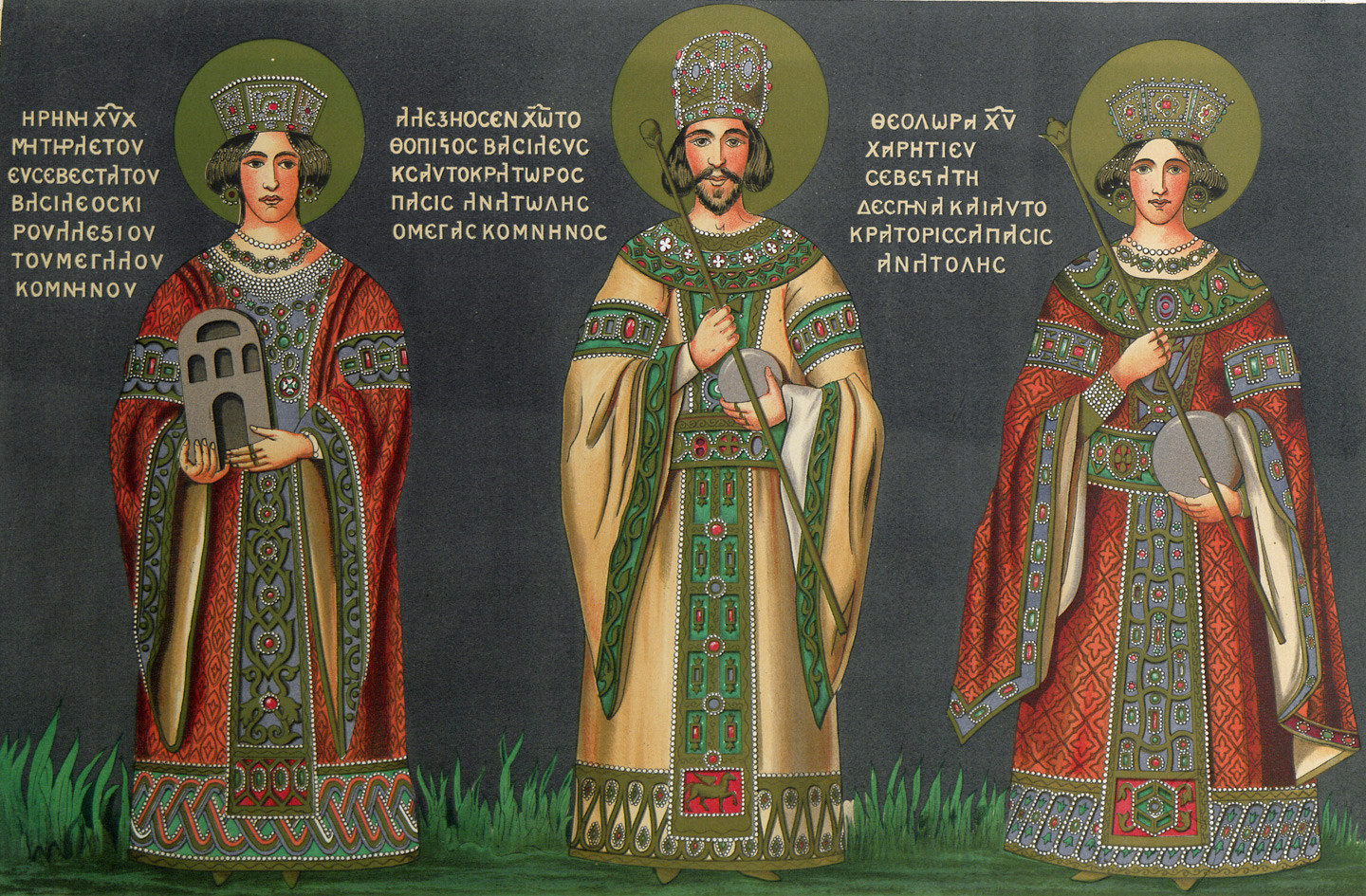
III. Alexiosz trapezunti császár az anyjával, I. Baszileiosz trapezunti császár második, bigámia révén elvett feleségével, Trapezunti Irén anyacsászárnéval (balra) és a feleségével, Kantakuzénosz Teodóra császárnéval (jobbra) egy trapezunti freskón, Kızlar Manastırı, Panagia Theoszkepasztosz kolostor

Trapezunti születésű, de a pontos származása ismeretlen.
I. Baszileiosz második felesége, a korábbi ágyasa, Irén trapezunti úrnő lett, akit bigámia révén vett el 1339. július 8-án, mivel nem vált el első feleségétől, így az ebből a kapcsolatból született gyermekek törvénytelennek számítottak. I. Baszileiosz első felesége Palaiologosz Irén azonban nem szült gyermekeket, és férjét megmérgezve 1340-től 1341-ig Trapezunt császárnőjeként uralkodott.
1341-ben I. Irén trapezunti császárnő kezét felajánlották a volt férje Konstantinápolyban élő nagybátyjának Komnénosz Mihály (1284/85–1355 után) hercegnek, aki ekkor már özvegy volt, és hajón elindult Trapezuntba. Közben I. Irén császárnőt 1341. július 17-én a sógornője, az apáca Anna elmozdította a trónról, és ő maga foglalta el a trónt. A trónfosztott császárnő 1341. július 30-án Trapezuntba érkező vőlegényét, a saját nagybátyját, aki a megérkezésekor császárrá kiáltatta ki magát, pedig elfogatta, és börtönbe záratta.
A pontos halálozási dátuma nem ismert, de még jelen volt a dédunokája, a későbbi IV. Alexiosz trapezunti császár keresztelőjén 1382. június 19-én.

## Gyermekei
- Férjétől, I. (Komnénosz) Baszileiosz (1315–1340) trapezunti császártól, bigámia miatt érvénytelen, 4 törvénytelen, de később törvényesített gyermek:
  - Mária (1328 körül–1408 körül), törvényesítve, Fahreddin (Fakr ad-Dín) Kutlu bég (?–1389), Fehér Ürü kánja (emírje)
  - Teodóra, törvényesítve, férje Hádzsi Omár (?–1361), Khalübia emírje
  - Alexiosz (1335/7–1349 előtt), törvényesítve
  - János (1337/8–1390), törvényesítve, 1349-től III. Alexiosz néven trapezunti császár, felesége Kantakuzénosz Teodóra (1340–1400), 4 gyermek+3 természetes gyermek,összesen 7 gyermek
    - Komnénosz Anna (1357–1406 után), férje V. (Nagy) Bagrat (?–1393/5) grúz király (ur.: 1360–1393/5), 3 gyermek
    - Komnénosz Mánuel (1363–1417), III. Mánuel néven trapezunti császár, 1. felesége Bagrationi Eudokia/Gulkan(-Hatun(i)) (Gülhan) (1360 körül–1390) grúz királyi hercegnő, IX. Dávid grúz király és Dzsakeli Szinduhtar szamchei (meszheti) hercegnő lánya, 1 fiú, 2. felesége Philanthrópénosz Anna úrnő, nem születtek gyermekei, 1 fiú az 1. házasságából:
      - (első házasságából): Alexiosz (1382–1429), IV. Alexiosz néven 1417-től trapezunti császár, felesége Kantakuzénosz Teodóra (1382 körül–1426), 6 gyermek, többek között:
        - Komnénosz Teodóra (Deszpina Hatun) (?–1435 után), férje Kara Jülük Oszmán (1350/56–1435), a Fehér Ürü kánja (emírje), (?) 1 leány
        - Komnénosz Eudokia (Valenza),[4] férje Nicolò/Niccolò Crispo (1392–1450), a Naxoszi Hercegség régense, 10 gyermek, többek között:
          - II. (Crispo) Ferenc (1417–1463), Naxosz uralkodó hercege, 1 felesége Guglielma Zeno, 3 gyermek, 2. felesége Petronilla Bembo, nem születtek újabb gyermekei, összesen 3 gyermek
          - Crispo Florencia (1422–1501), férje Marco Cornaro (1406–1479) velencei patrícius, Marco Cornaro velencei dózse dédunokája, 8 gyermek, többek között:
            - I. (Cornaro) Katalin (Caterina) (1454–1510) ciprusi királynő (ur.: 1474–1489), férje II. (Fattyú) Jakab (1438–1473) ciprusi király, 1 fiú:
              - III. (Lusignan) Jakab (Famagusta, 1473. augusztus 28. – Famagusta, 1474. augusztus 26.), apja halála után született, III. Jakab néven a születésétől a haláláig Ciprus királya

          - Crispo Jolán (Violante) (1427–?), férje Caterino Zeno (1421/35/43–1490 körül), velencei diplomata, követ, 2 fiú

        - Komnénosz János (1403 körül–1460), 1429-től IV. János néven trapezunti császár, 1. felesége Bagrationi N., I. Sándor grúz király lánya, gyermekei nem születtek, 2. felesége Sajbánida N., Devlet Berdi kánnak, az Arany Horda uralkodójának feltételezett lánya, 1 leány:
          - (második házasságából): Teodóra (Katalin, Deszpina Hatun) (1438/40–1507 előtt), férje Uzun Haszan (1423–1478), Akkojunlu emírje, Irán királya, 4 gyermek, többek között:
            - Márta (Alam Sah Begum/Halima Begi Aga) (1460 körül–1522/3), férje Hajdar Szultán (–1488), a Szafavi-rend nagymestere, 3 fiú, többek között:
              - I. Iszmáíl perzsa sah (1487–1524)

        - Komnénosz Mária (1404 körül–1439), férje VIII. János (1392–1448) bizánci császár, nem születtek gyermekei
        - Komnénosz Dávid (1408 körül–1463), 1460-tól II. Dávid néven trapezunti császár, 1. felesége Gabrasz Mária (–1447 előtt) gotthiai hercegnő, 2. felesége Kantakuzénosz Ilona (–1463), 10 gyermek

    - (Házasságon kívüli kapcsolatából): Komnénosz Andronikosz (1355–1376), jegyese Bagrationi Eudokia/Gulkan(-Hatun(i)) (Gülhan) (1360 körül–1390) grúz királyi hercegnő, lásd fent